# Ali (imię)
Ali (arab. ‏علي‎) – imię męskie pochodzenia arabskiego. Wywodzi się od arabskiego słowa oznaczającego „wysoki”.
Ali imieniny obchodzi 14 października.
Imiennicy
- Ali ibn Abi Talib – zięć Mahometa, czwarty kalif, pierwszy imam szyitów.
- Ali ibn Husajn – imam.
- Ali Daei – irański piłkarz.
- Ali Abd Allah Ajjub – syryjski generał.

Zobacz też:
- Ali Baba – postać fikcyjna